# Rhynchosia pringlei
Rhynchosia pringlei är en ärtväxtart som beskrevs av Joseph Nelson Rose. Rhynchosia pringlei ingår i släktet Rhynchosia och familjen ärtväxter. Inga underarter finns listade i Catalogue of Life.